# 北美灰橡
北美灰橡亦稱為灌木橡、灰橡、灰櫟，為北美洲的白橡亞屬物種，有落葉灌木、常綠灌木或中型喬木等不同生長外貌。北美灰橡原產於美國西南部和墨西哥北部的山區，該物種可與分佈範圍重疊的亞利桑那白橡（Quercus arizonica）、甘柏氏橡（Quercus gambelii）、莫爾氏橡（Quercus mohriana）和砂紙橡（Quercus pungens）等四種櫟屬物種進行雜交。

## 分佈
北美灰橡分佈於美國西南部（德克薩斯州西部山區、新墨西哥州、亞利桑那州、科羅拉多州和俄克拉荷馬狹地）和墨西哥北部（索諾拉州、錫那羅亞州、契瓦瓦州、杜蘭戈州、科阿韋拉州、聖路易斯波托西州、薩卡特卡斯州和伊達爾戈州）地區。有別於其他棲息地普遍稀少的植株數，北美灰橡在德克薩斯的外佩科斯地區屬於常見物種。

## 描述
北美灰橡分佈在較乾燥的棲地時，多會以多莖灌木的形式生長，但在降雨充足的情況下，將會長成中等大小的喬木，樹高約20公尺（66英尺），具有不規則扭曲的樹冠。樹幹直徑可達60公分（2.0英尺），樹皮為淺灰色並呈現龜裂狀。幼枝粗壯，呈淺紅棕色，覆蓋著淺灰色絨毛。葉互生，具革質，長卵形，全緣或部分葉緣具粗鋸齒狀，葉面呈灰綠色而葉背有纖毛，可能在冬季乾旱時掉落。雄花為黃綠色柔荑花序，而雌花為生長於葉腋的穗狀花序，春季與新葉同時出現。殼斗有鱗，佈滿纖毛，

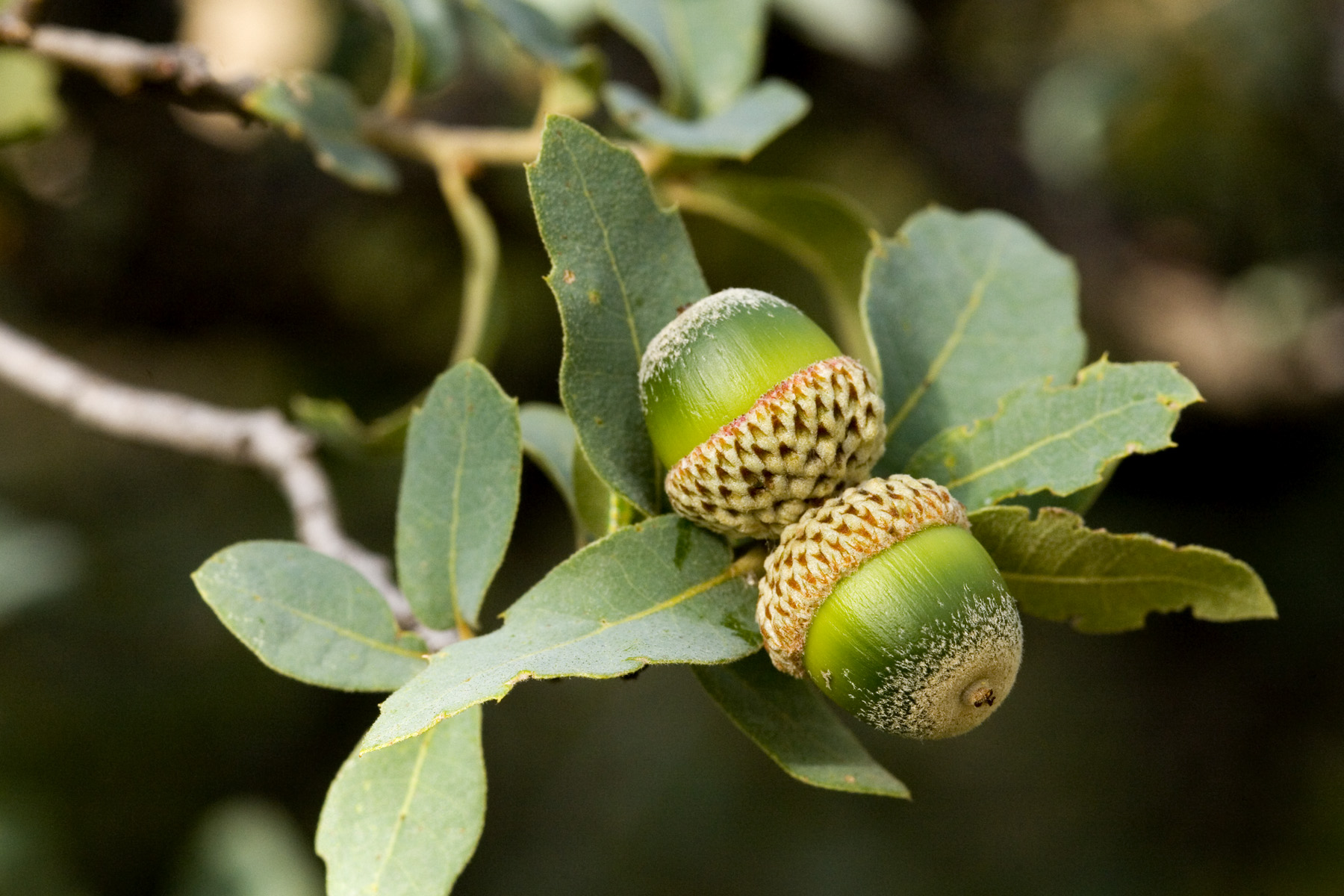
北美灰橡的橡實

## 棲息地
北美灰橡生長在海拔1,200到2,700公尺（4,000到9,000英尺）的山谷、山脊、岩石坡和溪流邊，並在冬季溫和、春季乾燥和夏季炎熱為特徵的半乾旱氣候條件下生長繁衍。它可以通過根蘗來進行無性生殖，由根長出的枝條向周圍擴散生長，並因此形成灌木叢。北美灰橡常與刺柏、墨西哥沼澤松（Pinus cembroides）、科羅拉多沼澤松（Pinus edulis）、假山梅花（Fendlera rupicola）、峽谷鼠尾草（Salvia lycioides）、德克薩斯草莓樹（Arbutus xalapensis）、弗里蒙特十大功勞（Mahonia fremontii）、路易斯安那艾（Artemisia ludoviciana）、皂絲蘭（Yucca elata）和其他櫟屬物種共同棲息。

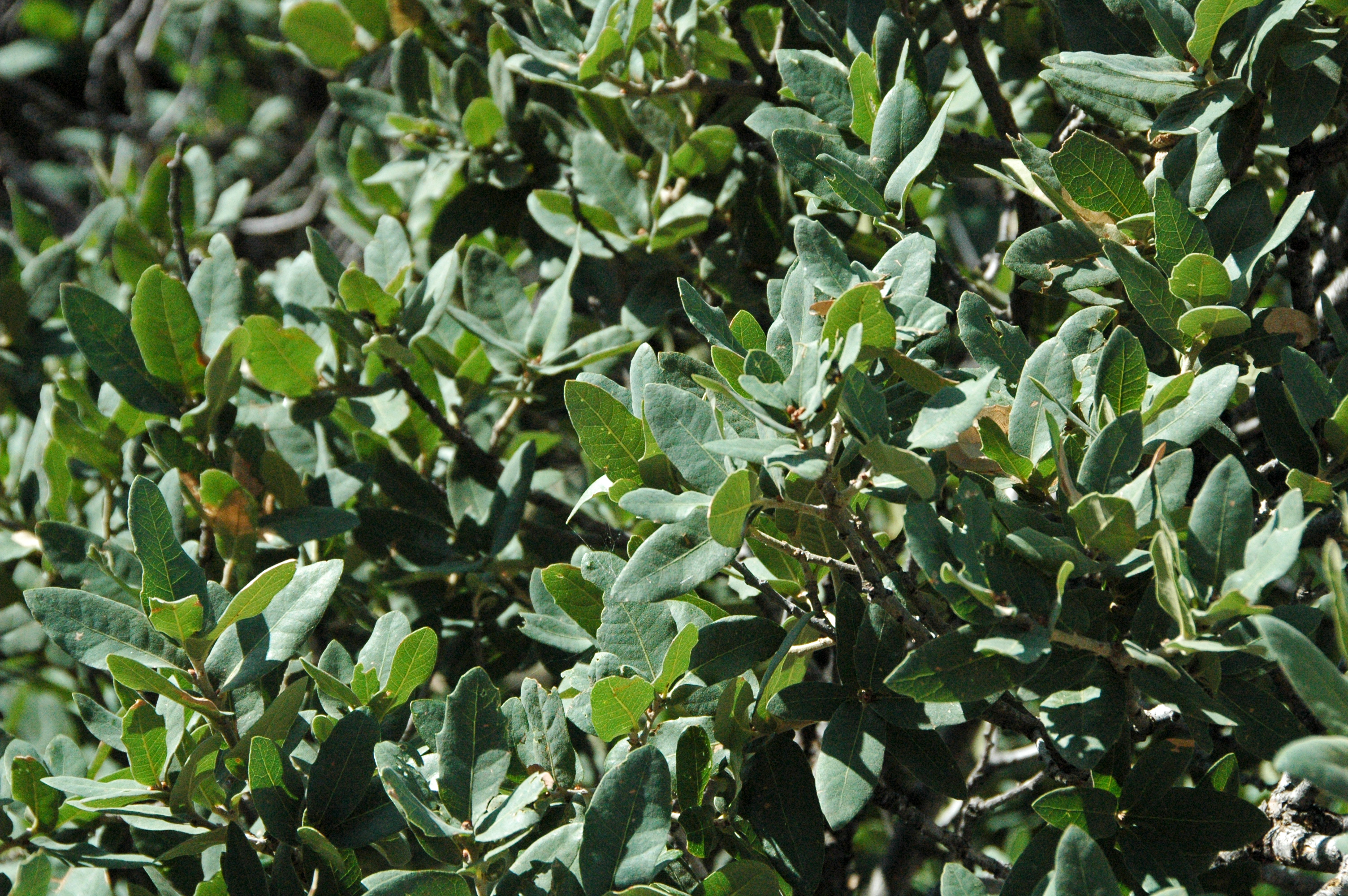
北美灰橡的葉子

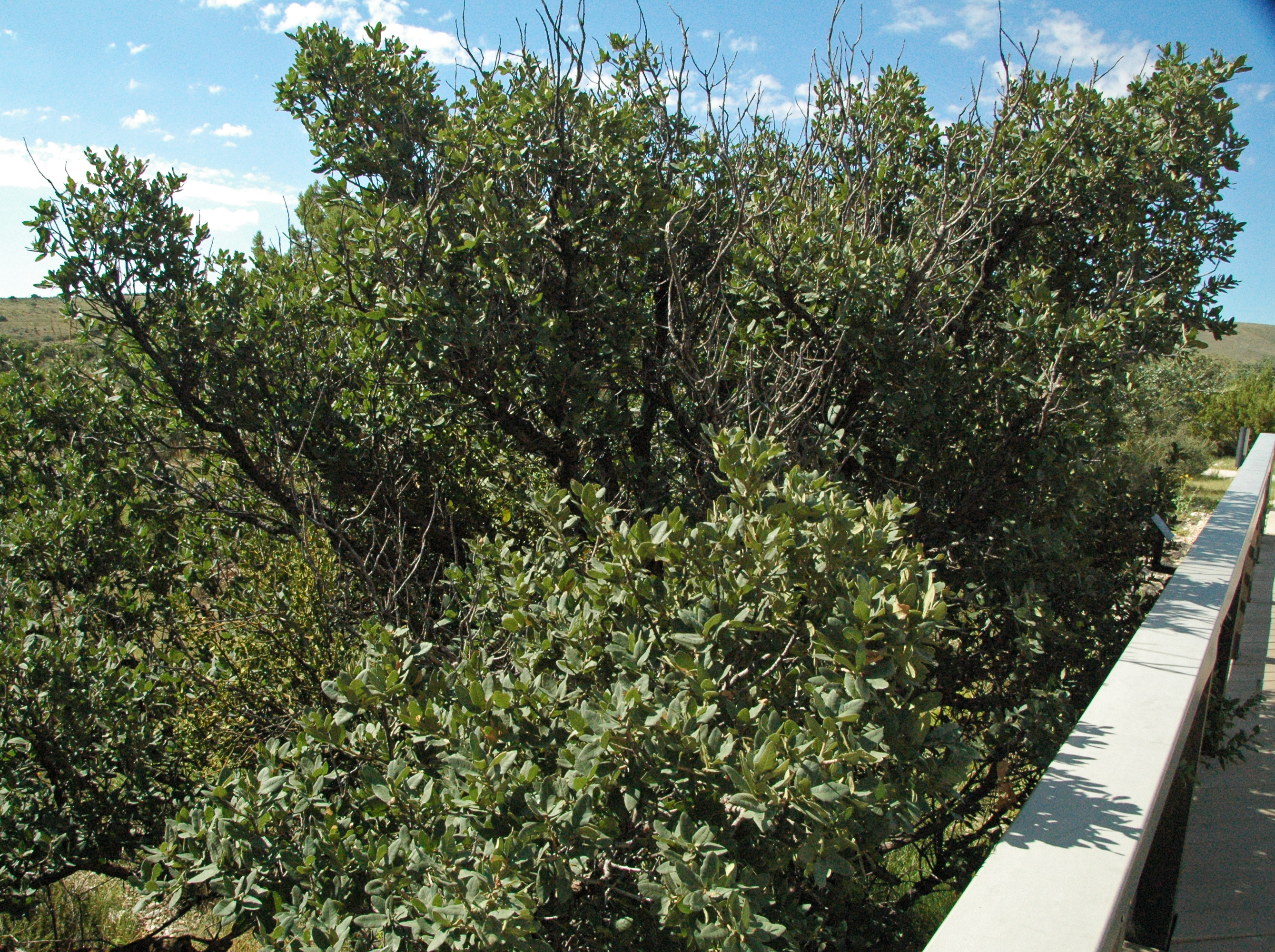
北美灰橡的植株

## 外部鏈接
- Tropicos.org: Photo of herbarium specimen collected in 1846 （页面存档备份，存于）